# Râul Valea Boii
Râul Valea Boii este un curs de apă, afluent al râului Aleu.

### Hărți
- Harta munții Bihor-Vlădeasa  Arhivat în 9 iunie 2008, la Wayback Machine.
- Harta munții Apuseni